# Plaza Huincul
Plaza Huincul is een plaats in het Argentijnse bestuurlijke gebied Confluencia in de provincie Neuquén. De plaats telt 12.273 inwoners.